# Teyl meridionalis
Espèce
Teyl meridionalis est une espèce d'araignées mygalomorphes de la famille des Anamidae.

## Distribution
Cette espèce est endémique du Great Southern en Australie-Occidentale,. Elle se rencontre dans les parcs de la rivière Fitzgerald et de Waychinicup et vers cap Riche.

## Description
Le mâle holotype mesure 18,3 mm et la femelle 20,0 mm.

## Systématique et taxinomie
Cette espèce a été décrite par Rix, Wilson et Harvey en 2023.

## Étymologie
Son nom d'espèce lui a été donné en référence au lieu de sa découverte, le Sud.

## Publication originale
- Rix, Wilson & Harvey, 2023 : « A revision of the open-holed trapdoor spiders of the Teyl damsonoides-group (Mygalomorphae: Anamidae: Teylinae) from south-western Australia. » The Journal of Arachnology, vol. 51, no 3, p. 287-377.